# Distrito de Túcume
El distrito de Túcume es uno de los doce que conforman la provincia de Lambayeque, ubicada en el departamento homónimo en el Norte del Perú.

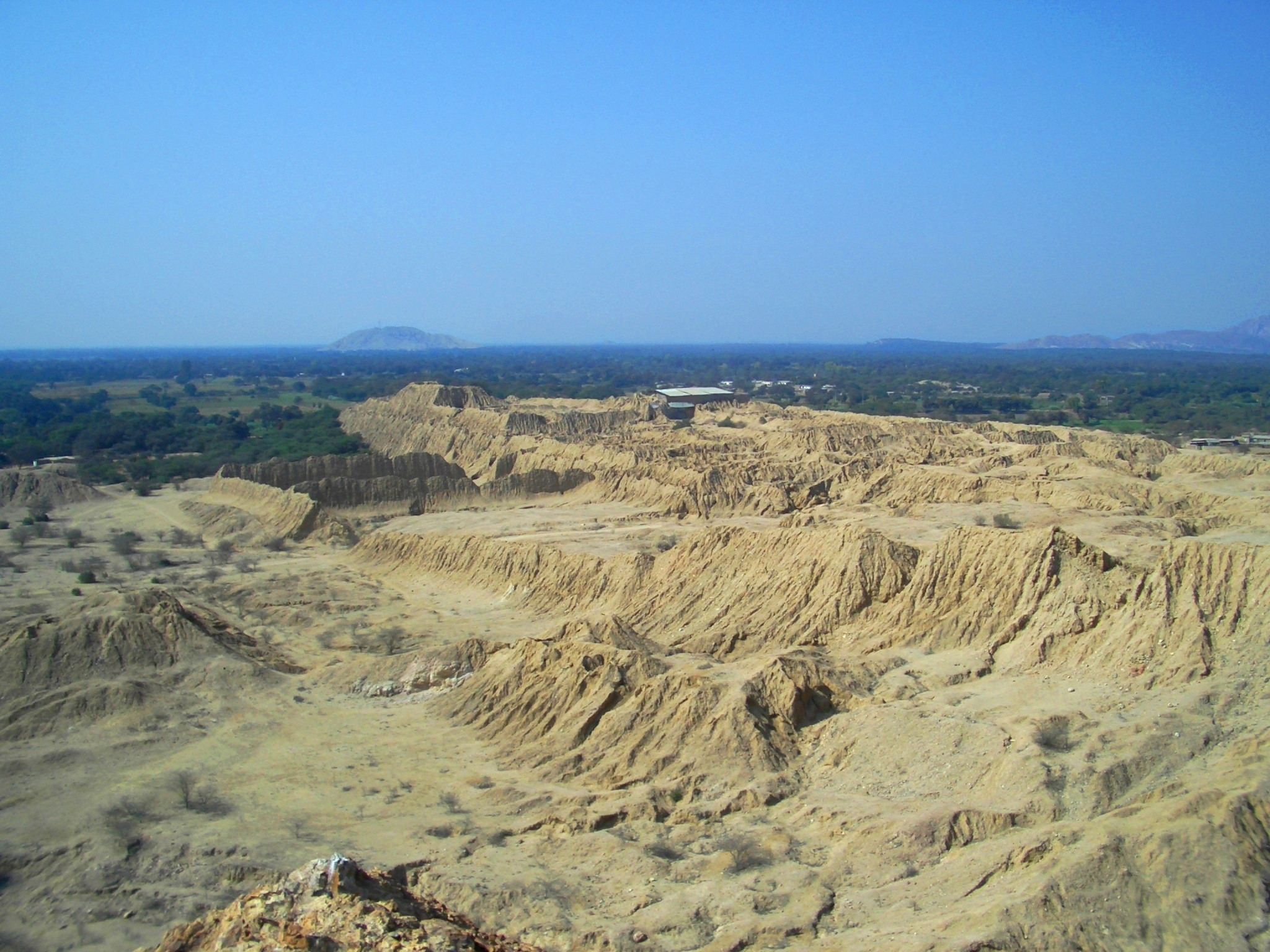
Complejo arqueológico de Túcume.

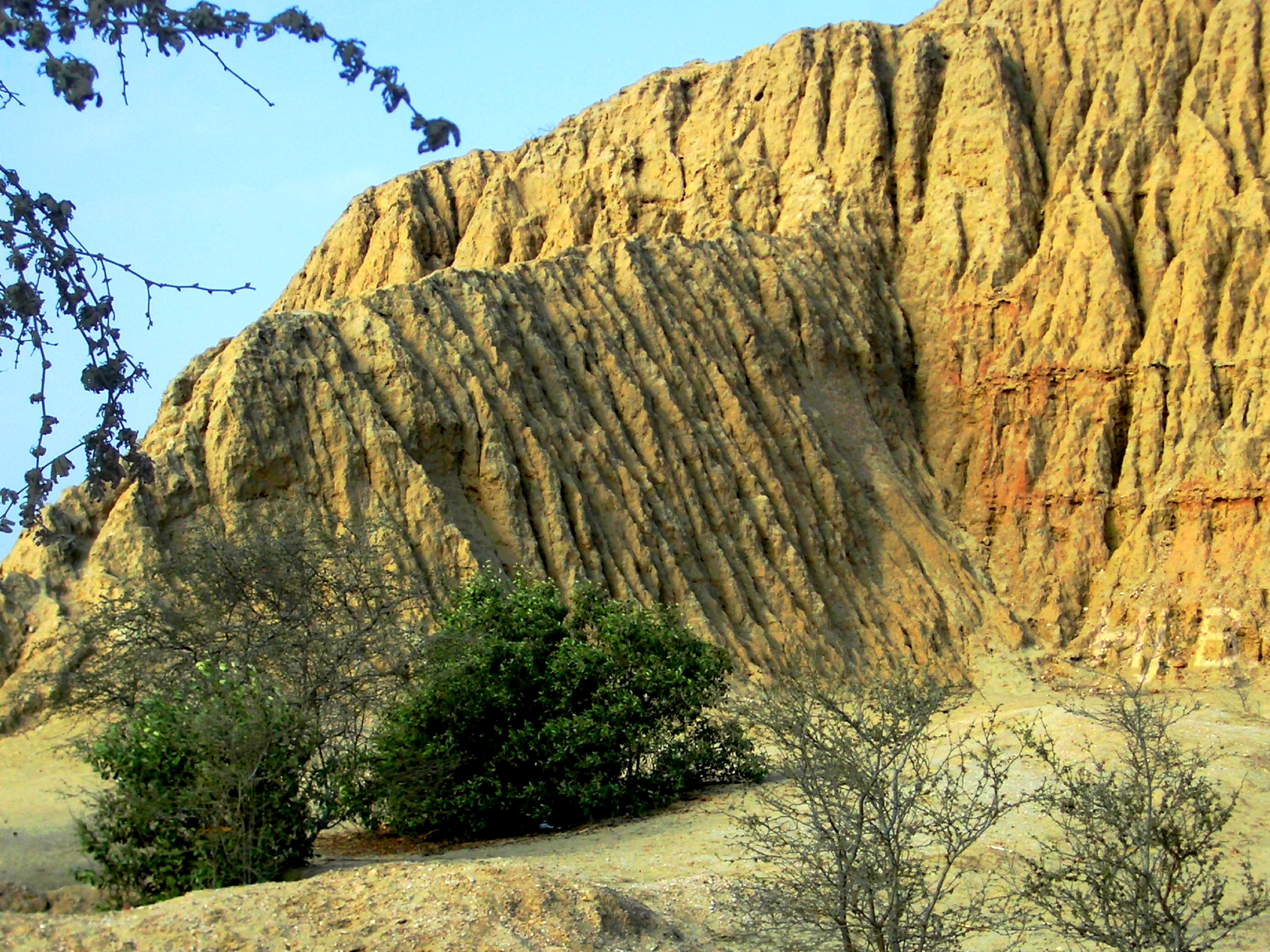
Huaca erosionada.

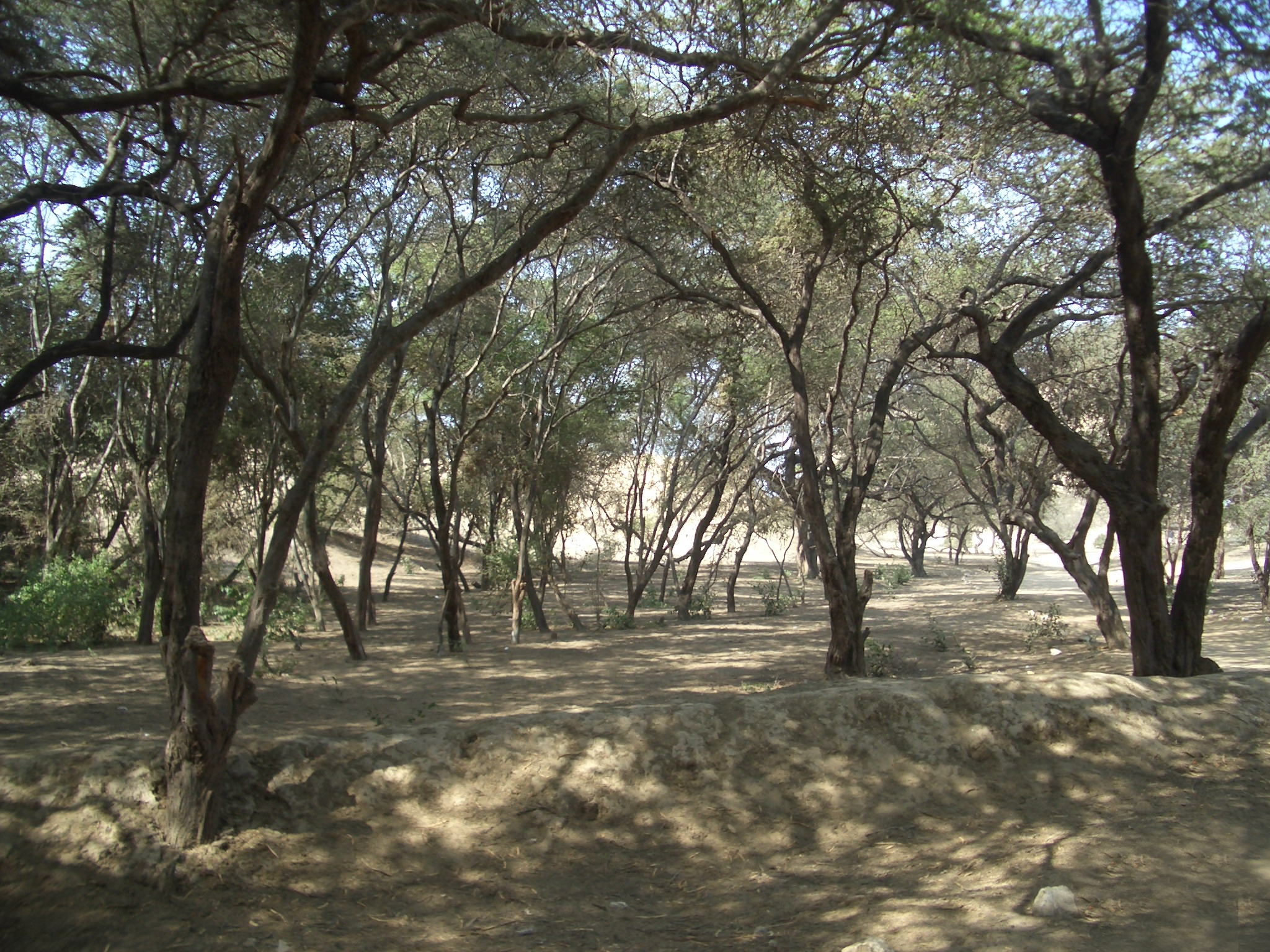
Ecosistema de bosque seco ecuatorial.

## Historia
Hace mil años se comenzó a construir el centro urbano más importante de su época: Túcume, edificado por la nación que se identifica con Sicán o Lambayeque, este impresionante sitio arqueológico se ubica a 33 kilómetros al norte de la moderna ciudad de Chiclayo, en la parte baja del valle de La Leche, enclavado en un bosque de viejos algarrobales y un clima tropical.
Túcume fue fundado por Naymlap, héroe mítico que vino del mar en una flota de barcos, con su corte, servidumbre y fuerza militar. Se adentró en el valle y organizó en la periferia de la nación Moche un estado poderoso que fue capaz de movilizar por centurias a grandes cantidades de campesinos para la construcción de colosales palacios y extensas ciudades sagradas. Túcume está formado por 26 pirámides y decenas de edificios más pequeños, todos reunidos en torno al Cerro la Raya, un enorme hito pétreo en la inmensurable llanura que es ese fértil valle norteño.
Las investigaciones científicas llevadas a cabo por los arqueólogos (especialmente Alfredo Narváez) permiten postular que las pirámides fueron palacios residenciales que habitaron una élite aristocrática que se dedicó principalmente a la agricultura, convirtiendo al valle de La Leche en el mayor complejo hidráulico de la costa.
Las pirámides, construidas en adobe, están formadas por depósitos, patios y habitaciones, estas últimas ornamentadas con relieves y pinturas murales. La circulación interna estaba garantizada por un sistema de rampas (para subir de un nivel a otro) y corredores. Además de los recintos propios del culto, la administración o el reposo, estaban las áreas de cocina, en donde se ha encontrado restos de la dieta cotidiana del Tucumano de hace diez siglos.
El distrito fue creado mediante Ley del 17 de noviembre de 1894, en el segundo gobierno del Presidente Andrés Avelino Cáceres.

## Geografía
Tiene una superficie de 67 km², lo que representa el 2,7% del territorio de la provincia de Lambayeque y el 1,8% de la Región Lambayeque.
La actividad principal es la agricultura con 10.412,22 ha, sembradas en la campaña grande o de verano con cultivos temporales como el arroz (3.379,53 ha), maíz amarillo duro (1.203,3 ha), algodón (647,36 ha), camote (26 ha) y maíz amiláceo (25 ha) . Y en la campaña chica o de invierno con un total de 478 ha, son dedicadas al cultivo de leguminosas de grano como rotación del cultivo de arroz . 
Igualmente Túcume forma parte de este frágil ecosistema que son los bosques secos de la costa norte del Perú. Zonas de vida caracterizados por su extrema fragilidad de las especies de flora y fauna que ahí habitan, así como la existencia de una biodiversidad única en la costa peruana, adaptada a zonas áridas y semiáridas, así como de una gran fragilidad de sus suelos, en especial de los pocos suelos agrícolas que existen en el distrito, los que se ven presionados por una agricultura intensiva que demandan altas cantidades de fertilizantes

## Población urbana y rural del distrito de Túcume
La población del distrito de Túcume es predominantemente rural y sus habitantes tienen como ocupación principal la agricultura.
En el año de 1961, el distrito de Túcume tenía una población de 9,784 habitantes, en el año 1972 se incrementa a 12, 239 habitantes, en el año 1981 es de 14, 175 pobladores, en 1993 se incrementa aceleradamente a 18, 089 habitantes, para elevarse a 20,951 en el año 2005.
En el caso del distrito de Túcume, según el INEI, censo 2005, la población total es de 20, 951 habitantes; de los cuales 10, 470 son hombres y 10, 481 son mujeres.
- Cuadro n.º 1

Población censada Distrito de Túcume año 1993. Urbana y Rural
Población por sexo. Área Urbana: Hombres 2,778, Mujeres 2,979, Total área urbana 5,757.
Área rural: Hombres 6,169. Mujeres 6,163, Total área rural 12,332. Total Población 18,089.Fuente INEI. Censo 1993
- Cuadro n.º 2

Población censada en el Distrito de Túcume 2005
Categoría habitantes
- Hombres	 10.470
- Mujeres	 10.481
- Total	 20.951

Fuente INEI. Censo 2005

## Autoridades

### Municipales
- 2015 - 2018[1]
  - Alcalde: Pedro Castillo del Partido Perú Lbre (PFP).
  - Regidores: Manuel Carmen Cabrejos (PFP), Sonia del Pilar Zeña Domínguez (PFP), Evaristo Bances Vidaurre (PFP), Nury Escobar Pacheco (PFP), Edwin Pedro Zeña Baldera (APP).

### Religiosas
- Parroquia San Pedro
  - Párroco:

```
            Alfredo Monteza Cruz
```

## Atractivos turísticos
Una actividad que viene cobrando gran auge desde principios del siglo XXI el turismo, gracias al desarrollo que viene experimentando el Complejo Arqueológico de Túcume  (imagen no.1); en los años 2004 y 2005 Túcume ha tenido 63,342 visitantes y en el año 2006, 15,919 visitantes . De este total el flujo turístico nacional es el más importante con un 77.13% del total; lo que demuestra el interés de los peruanos por recrear en su memoria histórica el pasado precolombino de los pueblos pre incas que habitaron nuestra región. Igualmente un apreciable 22.87% de los visitantes son de origen extranjero, cantidad que va en aumento entre los años 2006 – 2007.

### La Huaca Larga
Se trata de una construcción de dimensiones colosales, fue creciendo a lo largo de quinientos años, desde la época Lambayeque (la más temprana, año 1000 a. C.), empenzando por la época Chimú (1375-1470d C.) y finalmente la Inca. A lo largo de generaciones y nuevos gobernantes, Huaca Larga fue creciendo en alto, largo y ancho, rellenando viejas habitaciones formando de este modo nuevas plataformas sobre las que se construía nuevos cuartos, pasadizos o rampas.
En la parte central y más alta de Huaca Larga destaca una construcción de la época Inca (1470-1532), llamada el Templo de la Piedra Sagrada. Las excavaciones arqueológicas permitieron descubrir el fardo funerario de un gobernante Tucumano, ataviado con sus insignias características. El arqueólogo Narváez (su investigador) cree que fue el curaca principal de esa urbe pocos años antes de la llegada de los españoles (1532). Se le enterró bajo el piso del templo, flanqueado por dos hombres y 19 mujeres en un recinto contiguo. Todas ellas eran de tierna edad y evidencian signos de haber sido sacrificadas. Por el ajuar que las acompaña, se cree que fueron expertas artesanas. La gran cantidad de ofrendas en este templo, como son figurinas de plata en miniatura, camélidos, caracoles y conchas sagradas (mullu - spondylus sp. -), estas últimas traídas desde los mares del Ecuador, nos hablan de la gran importancia de la Huaca Larga, pirámide que aún en la época Inca, cinco siglos después de su fundación, se mantenía como uno de los adoratorios más importantes del Tawantinsuyu (Imperio de Los Incas).

KON TUC
Feria creada por el Prof. Limberg Chero Ballena en el siglo XX. Esta feria trata de rescatar el turismo mágico religioso presente en "el valle de las pirámides" que era la forma como el profesor Chero Ballena denominaba al antiquisimo pueblo de Túcume.  La Feria fue realizada con el apoyo de la Municipalidad de Tucume, la dirección de Turismo del Gobierno Regional y el maestro curandero Santos Vera.